# Castelo de Montalvão
O Castelo de Montalvão localiza-se na povoação e na Freguesia de Montalvão, no Município de Nisa, Distrito de Portalegre, no Alentejo, em Portugal.
À época da Reconquista cristã da Península Ibérica integrava a chamada Linha do Tejo.
O que resta do Castelo de Montalvão está classificado como Monumento de Interesse Público desde 2012.

## História

### O castelo medieval
Em ruínas, visando a proteção da linha lindeira com Castela, este  castelo foi reconstruído no reinado de D. Dinis (1279-1325), quando pertenceu à Ordem de Cristo.
Encontra-se figurado, sob o reinado de D. Manuel (1495-1521), por Duarte de Armas (Livro das Fortalezas, c. 1509) como uma muralha, sem torres, na qual se rasgava uma porta. Este soberano outorgou-lhe Carta de Foral em 1512.

### Do século XVII aos nossos dias
Posteriormente, no século XVII, a sua porta foi reconstruída.
Chegaram aos nossos dias vestígios dos alicerces das muralhas, das torres e a cisterna. A praça de armas, abandonada, serviu como abrigo para o gado da população. No que resta da porta do antigo castelo, ergue-se uma moderna caixa de água, o que descaracteriza o conjunto, actualmente Em Vias de Classificação.

## Características
O castelo apresenta planta no formato aproximadamente oval.